# Bellevalia cyanopoda
Bellevalia cyanopoda är en sparrisväxtart som beskrevs av Per Erland Berg Wendelbo. Bellevalia cyanopoda ingår i släktet Bellevalia och familjen sparrisväxter. Inga underarter finns listade i Catalogue of Life.